# Batalla de Adrianópolis (324)
La batalla de Adrianópolis enfrentó a los ejércitos de Constantino I y de Licinio el 3 de julio de 324.
Constantino y su ejército estaban persiguiendo algunos sármatas que habían cruzado el río Danubio al territorio de Licinio. Se trataba evidentemente de provocar a Licinio para obligarlo a combatir. El ejército de Constantino tenía menos hombres, pero contenía muchos veteranos. Constantino ganó la batalla y Licinio fue forzado a refugiarse tras los muros de Bizancio. Tras las feroces derrotas de Cibalis (veinte mil muertos), Tzirallum (treinta y cuatro mil muertos) y Crisópolis (cien mil muertos) Licinio se rindió tras asegurársele que su vida sería respetada gracias a los ruegos de su esposa Constancia, hermana de Constantino, sin embargo pocos meses después se ordenó su ejecución por traición, ya que intentó alzarse en armas. Al poco tiempo el joven hijo de Licinio también fue víctima del enojo o de la sospecha de Constantino. Constantino era ahora el único e indiscutido señor del mundo romano. Estaba ahora libre de fundar su nueva Roma en Bizancio, una capital que iba a estar libre del pasado republicano y pagano de la vieja Roma.